# Palazzo dello Sport (Kiev)
Il Palazzo dello Sport (in ucraino Палац Спорту?, Palac Sportu; in russo Дворец спорта?, Dvorec Sporta) è un impianto sportivo di Kiev, capitale dell'Ucraina.
Fondato nel 1958 in epoca sovietica e inaugurato a dicembre 1960, è opera degli architetti Michajl Grečina e Alekej Zavarov che lo realizzarono in cemento armato e vetro.
Ristrutturato tra il 1980 e il 1982, ospitò soprattutto incontri di hockey su ghiaccio e, anche dopo lo scioglimento dell'URSS e il passaggio dell'impianto all'Ucraina, ospitò l'Eurovision Song Contest 2005.

## Storia
Fustato costruito nel 1960 e progettato da Michajl Grečina e Alekej Zavarov per diventare una grande arena sportiva al coperto.
- Architettura: Costruttivismo, movimento artistico basato su forme geometriche semplici.
- Capacità: 12 000

## Eventi
La sede ospita giochi sportivi, concerti, grandi mostre e fiere.
Nel 2005 ha ospitato l'Eurovision Song Contest e nel 2009 il Junior Eurovision Song Contest.
Il Palazzetto dello Sport è anche un popolare luogo di ritrovo per concerti di grandi star mondiali e nazionali:Deep Purple, Anastacia, Christina Aguilera, Lenny Kravitz, Sting, Britney Spears, Muse, Backstreet Boys, The Black Eyed Peas, Judas Priest, Depeche Mode, Jamiroquai, Moby, Limp Bizkit, Marilyn Manson, The Prodigy, Thirty Seconds to Mars e altri.